# Funk Island
Funk Island ist eine kleine, unbewohnte kanadische Insel in der Provinz Neufundland und Labrador, rund 60 Kilometer östlich der Insel Neufundland.
Die flache Granitinsel war einst Brutgebiet des Mitte des 19. Jahrhunderts ausgestorbenen Riesenalks.
Zwischen Mai und August befindet sich hier Kanadas größte Brutkolonie der Trottellumme. Weitere Vogelarten, die hier jährlich brüten, sind Basstölpel, Papageitaucher, Tordalk, Eissturmvogel, Silbermöwe, Mantelmöwe, Dreizehenmöwe und Dickschnabellumme.
Funk Island befindet sich im provisorischen Schutzgebiet Funk Island Ecological Reserve, welches nur zu Forschungszwecken betreten werden darf.